# Robert Axelrod
Robert Marshall Axelrod (27 de maio de 1943) é um cientista político estadunidense. Ele é professor de ciência política e políticas públicas na Universidade de Michigan, onde trabalha desde 1974. Axelrod é conhecido por seu trabalho interdisciplinar sobre a evolução da cooperação, que é frequentemente citado em artigos. Seus temas atuais de pesquisa incluem a teoria da complexidade (especialmente modelagem baseada em agentes), segurança internacional e segurança cibernética. Axelrod é membro do Council on Foreign Relations.